# Ischyropalpus cochisei
Ischyropalpus cochisei is een keversoort uit de familie snoerhalskevers (Anthicidae). De wetenschappelijke naam van de soort is voor het eerst geldig gepubliceerd in 1973 door Werner.